# Donald I al Scoției
Donald MacAlpin - în galica scoțiană: Dòmhnall mac Ailpein -  cunoscut și sub numele de Donald I  (n. 812 d.Hr., Iona (insulă)⁠(d), Regatul Scoției – d. 13 aprilie 862 d.Hr., Perthshire⁠(d), Scoția, Regatul Unit) a fost regele Picților din 858 până în 862. L-a urmat la tron pe fratele său, Kenneth I.

## Domnia
Conform Cronicii Regilor din Alba, Donald a domnit timp de patru ani, până la moartea fratelui său din anul 858, apoi singur, până în aprilie 862.
Potrivit cronicii Melrose, Donald era un soldat viguros în război ... și se spune că a fost asasinat la Scone. Nici o altă sursă nu raportează moartea violentă a lui Donald.
Deși s-a presupus că Donald nu a avut copii, a fost sugerat faptul că Giric a fost fiul lui Donald. Acest lucru nu este acceptat în totalitate de istoricii de astăzi.
Donald a murit fie la palatul Cinnbelachoir, fie la Rathinveralmond și a fost îngropat la Iona.